# Asura uniformeola
Asura uniformeola là một loài bướm đêm thuộc phân họ Arctiinae, họ Erebidae.